# Christie Rampone
Christie Patricia Rampone (Fort Lauderdale, Florida, Estados Unidos; 24 de julio de 1975) es una exfutbolista estadounidense que jugaba como defensora. De 2008 a 2015 fue la capitana de la selección de Estados Unidos. Representando a su país, Pearce fue tres veces medallista de oro en los Juegos Olímpicos y dos veces ganadora de la Copa Mundial.
Pearce fue la jugadora de mayor edad en aparecer en un partido de la Copa Mundial Femenina de la FIFA (a los 40 años) hasta que Formiga compitió en la Copa Mundial Femenina de la FIFA 2019 a la edad de 41 años. Con 311 partidos, Pearce también es la tercera jugadora con más partidos internacionales, hombre o mujer, en la historia de Estados Unidos y del mundo, después de Kristine Lilly y Carli Lloyd.
El 9 de junio de 2021, se anunció que Pearce sería incluida en el Salón de la Fama del Fútbol Nacional en su primer año de elegibilidad.

## Biografía
Nacida en Fort Lauderdale, Florida, Christie Pearce creció en Point Pleasant (Nueva Jersey). Durante sus años de secundaria, practicó cuatro deportes: fútbol, baloncesto, atletismo y hockey sobre césped. Mientras asistía a la escuela secundaria Point Pleasant Borough, anotó 2190 puntos en su carrera de baloncesto  y fue la primera atleta femenina en la historia de Nueva Jersey en liderar su conferencia en anotaciones en tres deportes diferentes. Este logro la llevó a obtener el reconocimiento estatal en los tres deportes.
En la Universidad de Monmouth, destacó como atleta en tres deportes: fútbol, baloncesto y lacrosse . Durante su último año, optó por alejarse de su posición de base titular en baloncesto para entrenar y viajar con la selección nacional femenina de fútbol de Estados Unidos . En el campo de fútbol de Monmouth, Pearce fue dos veces seleccionada como Jugadora del Año de la Conferencia Noreste y seleccionada para el Primer Equipo de la Región del Atlántico Medio, anotando diez partidos con más de un gol en su último año. Terminó su carrera universitaria como titular en los 80 partidos, lideró a su equipo con 79 goles y 54 asistencias, y ostentó el récord de Monmouth de goles, asistencias y puntos en una temporada.

## Carrera en el club
Después de la universidad, Pearce jugó para Central Jersey Splash y New Jersey Lady Stallions , en 1997 y 1998 respectivamente, de la W-League .
En 2001, fue seleccionada como miembro del New York Power , un equipo de fútbol profesional de la Women's United Soccer Association . Durante su primer año, Christie jugó todos los minutos de los primeros 18 partidos hasta que se rompió el ligamento cruzado anterior , lo que la dejó fuera de las canchas por el resto de la temporada. En 2002, Christie se recuperó para jugar 1699 minutos en 19 partidos, y otros 18 partidos en 2003, además de sus compromisos con la selección nacional. Poco después de concluir su tercera temporada, la WUSA suspendió todas sus operaciones. En previsión de un posible relanzamiento, la WUSA conservó sus derechos sobre los nombres, logotipos y propiedades similares de los equipos. 
El siguiente intento de fútbol profesional femenino en Estados Unidos comenzó en 2008 bajo el nombre de Fútbol Profesional Femenino . El 16 de septiembre de 2008, se realizó la asignación inicial de jugadoras de la WPS y Pearce fue elegida capitana del Sky Blue FC de Nueva Jersey junto con sus compañeras de la Selección Nacional Femenina de EE. UU., Heather O'Reilly y Natasha Kai . 
En su temporada inaugural, Pearce y el Sky Blue FC tuvieron dificultades, incluyendo la suspensión de su primer entrenador, Ian Sawyers , y la renuncia de su sucesora, Kelly Lindsey . En julio de 2009, la organización Sky Blue anunció que Pearce se desempeñaría como entrenadora interina , además de sus funciones como jugadora, durante el resto de la temporada de la WPS.  Tras asumir el cargo de entrenadora, el tercero en una temporada para el Sky Blue FC, Pearce llevó a su equipo a ganar los Playoffs de Fútbol Profesional Femenino de 2009. Más tarde se reveló que estaba embarazada de casi tres meses de su segundo hijo en el momento del partido.  Una semana después, fue nombrada Deportista del Año de la WPS . 
Permaneció con Sky Blue como jugadora en 2010 antes de cambiarse a magicJack antes de la temporada de fútbol profesional femenino de 2011. 
El 11 de enero de 2013, Pearce fue una de las tres integrantes del equipo nacional femenino de los Estados Unidos que fue asignado al nuevo club de la NWSL Sky Blue FC , junto con Jillian Loyden y Kelley O'Hara .  Quedó en segundo lugar en la votación para Defensora del Año de la NWSL detrás de Becky Sauerbrunn en la temporada 2013. 

## Clubes
| Club                  | País           | Año         |
| --------------------- | -------------- | ----------- |
| Central Jersey Splash | Estados Unidos | 1997        |
| Buffalo FFillies      | Estados Unidos | 1998        |
| New Jersey Stallions  | Estados Unidos | 1998        |
| New York Power        | Estados Unidos | 2001 - 2003 |
| Sky Blue F.C.         | Estados Unidos | 2009 - 2010 |
| MagicJack             | Estados Unidos | 2011        |
| Sky Blue F.C.         | Estados Unidos | 2013 - 2017 |

## Palmarés

### Campeonatos internacionales
| Título                  | Equipo                      | Sede           | Año  |
| ----------------------- | --------------------------- | -------------- | ---- |
| Copa Mundial de Fútbol  | Selección de Estados Unidos | Estados Unidos | 1999 |
| Juegos Olímpicos        | Selección de Estados Unidos | Atenas         | 2004 |
| Juegos Olímpicos        | Selección de Estados Unidos | Pekín          | 2008 |
| Juegos Olímpicos        | Selección de Estados Unidos | Londres        | 2012 |
| Preolímpico de Concacaf | Selección de Estados Unidos | Estados Unidos | 2012 |
| Copa Mundial de Fútbol  | Selección de Estados Unidos | Canadá         | 2015 |